# Meet Me Halfway
Meet Me Halfway är en låt av den amerikanska gruppen Black Eyed Peas som finns med på albumet The E.N.D. från 2009. I videon är Taboo och Will.i.am är från framtiden medan Fergie och Apl är från dåtiden och meningen i videon är att de mötas i nutiden.
Låten släpptes som prerelese på Itunes och beräknas bli den tredje singeln som släpps från The E.N.D. Två videor har planerats att släppas. Den "vanliga" video för musiktvstationer släpptes Oktober 2009 och den andra video som ska tillägnas fansen planeras att släppas i framtiden - 
den andra videon kommer då vara mer personlig från gruppen för att visa sin tacksamhet till deras fans runt om i världen. 